# Nidhöggs Vrede
Nidhöggs Vrede var ett svenskt vikingarockband med tydliga influenser från heavy metal. Bandet bildades 2002 av Andreas Momqvist som ett soloprojekt. Namnet Nidhöggs Vrede syftar på en drake ur nordisk mytologi som levde vid Yggdrasils rötter.

## Biografi
Nidhöggs Vrede var från början ett soloprojekt av Andreas Momqvist. Han hade tidigare spelat i vikingarockbandet Njord. 2003 medverkade gruppen på samlingsalbumet Party på Valhall med låten När Bifrost Brister.
2005 började Patrik Björkmann i bandet efter att han slutat i Njord. Han lämnade bandet 2006 och började i Njord igen. 2007 började Johan spela trummor med bandet och Tommy bas. Samma år spelades Nidhöggs Vrede debutalbum in. Jonas började i bandet före Kuggnäsfestivalen där gruppen gjorde sitt första officiella framträdande med den nya uppsättningen.

## Medlemmar
- Andreas Momqvist - sång och gitarr
- Jonas - gitarr och kör
- Jocke - bas och kör
- Johan - trummor

### Tidigare medlemmar
- Patrik Björkmann - bas (2005–2006)
- Tommy - bas (2007–2008)

## Diskografi

### Album
- Nidhöggs Vrede (2007).[2]

### Samlingsalbum
- När bifrost brister - Party på Valhall (2003)
- Ulv och Ägirs släkte - Carolus Rex VIII (2006.[3]